# Наймани
Найманите са народност от Централна Азия, сродна на монголите и техен западен съсед през 12 век. По това време те са подчинени на каракитаните и, подобно на тях, много от тях са несториани. Около 1200 найманите стават последната монголска група, подчинена от Чингис хан. Последните сведения за тях са от 1218, когато Кучлуг, син на последния наймански владетел, застава начело на каракитаните и е разгромен от Чингис хан.